# Nuklearna kemija
Nuklearna kemija je polje kemije, koja se bavi radioaktivnošću, nuklearnim procesima i svojstvima. To je kemija radioaktivnih elemenata poput: aktinoida, radija i radona, zajedno s kemijom opreme (npr. nuklearnih reaktora), koja je dizajnirana za izvođenje nuklearnih procesa. Ona obuhvaća koroziju površina i ponašanje pod normalnim i abnormalnim uvjetima rada. Jedno značajno područje je ponašanje objekata i materijala nakon deponiranja na skladišta nuklearnog otpada. 
Nuklearna kemija obuhvaća izučavanje kemijskih efekata radijacijske apsorpcije na životinje, biljke i druge materijale. Radijacijska kemija kontrolira znatan dio radijacijske biologije, jer radijacija utječe na živa bića na razini molekulse. Drugim riječima, radijacija mijenja biomolekule unutar organizma, a time se mijenjaju kemijski procesi unutar organizma, i te biokemijske promene imaju biološke ishode. Nuklearna kemija nalazi primjenu u medicinskim tretmanima (kao što je radioterapija tumora i omogućava poboljšanje tih tretmana.
Nuklearna kemija obuhvaća izučavanje produkcije i primjene radioaktivnih izvora za širok opseg procesa. Među njima su radioterapija u medicinskim aplikacijama i upotreba radijacije za modificiranje materijala kao što su polimeri.
Ona također obuhvaća izučavanje i upotrebu nuklearnih procesa u neradioaktivnim područjima. Na primjer, nuklearna magnetska rezonancija (NMR)  rutinski se koristi za spektroskopiju u sintetičkoj organskoj kemiji i fizičkoj kemiji, kao i za strukturnu analizu u makromolekulskoj kemiji.